# Stranka za slobodu
Stranka za slobodu (PVV, Partij voor de Vrijheid) je desna populistička stranka u Nizozemskoj koja djeluje od 2006. godine. 
Na parlamentarnim izborima 2006. godine stranka je osvojila 5,9 posto glasova, 2010. dobila je 15,5 posto glasova dok je 2012. osvojila 10,1 posto glasova. Time je PVV treća najjača politička snaga u Nizozemskoj. U Drugom domu parlamenta (De Tweede Kamer) ima 15 od ukupno 150 zastupnika dok je u Europskom parlamentu zastupljena s četvero zastupnika.
Utemeljitelj stranke je Geert Wilders, bivši zastupnik desnoliberalne Volkspartij voor Vrijheid en Democratie. Njegova stranka protivi se islamizaciji Nizozemske, otvoreno poziva na suzbijanje islama. Također se zalaže za ograničavanje useljavanja u Nizozemsku te jačanje borbe protiv kriminala.